# Svēte
Lo Svēte è un fiume che scorre in Lituania (nei comuni distrettuali di Šiauliai e Joniškis) e Lettonia. È un tributario del fiume Lielupe.